# Sally's Guardian
Sally's Guardian è un cortometraggio muto del 1913 diretto da Pat Hartigan e interpretato da Marshall Neilan. Venne prodotto dalla Kalem e distribuito dalla General Film Company, che lo fece uscire nelle sale degli Stati Uniti il 28 febbraio 1913.

## Produzione
Il film, prodotto dalla Kalem Company, fu girato a Santa Monica.

## Distribuzione
Nelle proiezioni, veniva programmato con il sistema dello split reel, accorpato in un'unica bobina con un altro cortometraggio prodotto dalla Kalem, il documentario What New York Is Doing for Its Deaf, Dumb and Blind.